# The Dalek Invasion of Earth
The Dalek Invasion of Earth es el segundo serial de la segunda temporada de la serie británica de ciencia ficción Doctor Who, emitida originalmente en seis episodios semanales del 21 de noviembre al 26 de diciembre de 1964. Marca la última aparición regular de Carole Ann Ford como Susan Foreman.

## Argumento
La TARDIS se materializa en lo que parece ser Londres, pero todo está devastado y en ruinas. Cuando el Doctor e Ian van a investigar, descubren que están en el año 2164. Barbara y Susan son llevadas por dos refugiados a una estación de metro abandonada, donde conocen a una especie de grupo de resistencia humana. El Doctor e Ian, al volver, descubrirán que los Daleks han llegado a la Tierra y la han conquistado.
Tras varias aventuras en la nave de los Daleks y por todo Londres y sus alrededores, los Daleks son finalmente derrotados. Pero entre tanto, Susan se ha enamorado de David Campbell, uno de los miembros de la resistencia, y su corazón se encuentra desgarrado entre quedarse con él o seguir a su abuelo. Finalmente, el Doctor cierra la TARDIS con ella fuera y le dice que debe quedarse allí para tener una vida, un hogar y unas raíces como siempre ha deseado, prometiéndole que algún día volvería, y diciéndole que siempre siguiera adelante con sus convicciones para probarle a él, a su regreso, que no estaba equivocado en las suyas. Tras decir esto, se marcha en la TARDIS con Ian y Barbara, y Susan se queda en 2164 con David.

### Continuidad
- Elementos de esta historia aparecen en seriales posteriores de Doctor Who. La historia serviría de base para la segunda película de Peter Cushing del año 1966, Daleks - Invasion Earth: 2150 A.D.
- Dortmull llama "Dalekanium" al material del que están hechas las coberturas Dalek. En Daleks in Manhattan (2007), los propios Daleks confirman que el Dalekanium es el material que conforma sus armaduras.
- Carole Ann Ford no volvería a interpretar a Susan hasta el especial de 1983 del 20 aniversario, The Five Doctors, aunque en esa ocasión no se mencionó a David ni cómo fue su vida tras dejarla el Doctor. La marcha de Ford fue la primera de los muchos cambios que ocurrirían en el reparto en la historia de la serie.
- La escena final de William Hartnell como el Primer Doctor se utilizó como secuencia de apertura antes de los créditos de The Five Doctors.
- En la historia del Décimo Doctor, La Tierra robada, los Daleks logran teletransportar la Tierra y otros 26 planetas en el tiempo y el espacio. El Doctor dice, "alguien intentó mover la Tierra una vez antes, hace mucho tiempo".

## Producción
| Episodio            | Fecha de emisión        | Duración | Espectadores en millones | Estado en el archivo |
| ------------------- | ----------------------- | -------- | ------------------------ | -------------------- |
| World's End         | 21 de noviembre de 1964 | 23:42    | 11,4                     | Película de 16mm     |
| The Daleks          | 28 de noviembre de 1964 | 24:19    | 12,4                     | Película de 16mm     |
| Day of Reckoning    | 5 de diciembre de 1964  | 26:50    | 11,9                     | Película de 16mm     |
| The End of Tomorrow | 12 de diciembre de 1964 | 23:23    | 11,9                     | Película de 16mm     |
| The Waking Ally     | 19 de diciembre de 1964 | 24:29    | 11,4                     | Película de 35mm     |
| Flashpoint          | 26 de diciembre de 1964 | 25:21    | 12,4                     | Película de 16mm     |
| [ 2 ] [ 3 ]         |                         |          |                          |                      |

Este fue el primer serial de Doctor Who que hizo un uso intensivo de filmación en exteriores, y el escenario principal elegido fue Londres. La decisión de usar Londres también ayudó a mantener el programa dentro del presupuesto estipulado, ya que los estudios Lime Grove de la BBC donde se producía Doctor Who estaban cerca de Shepherd's Bush. El rodaje de exteriores se hizo en varias partes de la ciudad, incluyendo secuencias largas en Whitehall, Trafalgar Square, el Puente de Westminster, el Albert Embankment y el Royal Albert Hall, siguiendo con Kensington y el Albert Memorial, y las escenas de las barricadas Dalek rodadas en Wembley. Otras escenas de exteriores se rodaron en la estación abandonada de Wood Lane al oeste de Londres, y las secuencias del río se rodaron ambas a la orilla del Támesis en St Katherine's Dock en Wapping y en Kew Railway Bridge. Las escenas de la mina fueron las primeras escenas de Doctor Who rodadas en una cantera, concretamente la Cantera abandonada de John's Hole, en Stone, Kent.
La música fue compuesta y dirigida por Francis Chagrin.

### Títulos alternativos
Entre los títulos provisionales de esta historia se encuentran The Daleks, The Return of the Daleks y The Invaders. En ciertas ocasiones la historia se ha titulado World's End, destacando en la novelización. Este es el título del primer episodio y se aplicó al conjunto de la historia en el especial del 10º aniversario de 1973 de Radio Times, y varias listas copiaron el título. La historia comienza en la auténtica zona de World's End en Chelsea, Londres.